# Phantia flavida
Phantia flavida är en insektsart som först beskrevs av De Rusiecka 1902.  Phantia flavida ingår i släktet Phantia och familjen Flatidae. Inga underarter finns listade i Catalogue of Life.